# Salman Rushdie

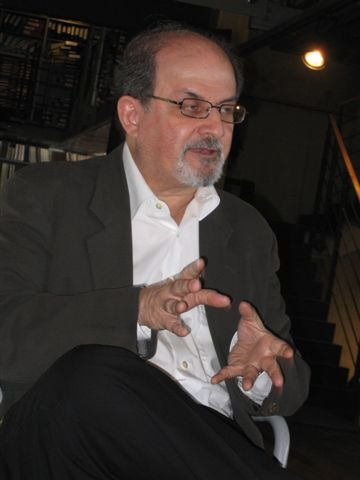
Rushdie w Warszawie (2006)

Sir Ahmed Salman Rushdie (ur. 19 czerwca 1947 w Bombaju, arab.: أحمد سلمان رشدی, hindi: अहमद सलमान रश्दी) – brytyjski pisarz i eseista pochodzenia indyjskiego, specjalizujący się w tematach związanych z subkontynentem indyjskim i relacjami świata zachodniego ze wschodem. Zdobywca Nagrody Bookera za książkę pt. Dzieci północy. Jego twórczość charakteryzuje się realizmem magicznym.
Pochodzi z rodziny o tradycjach muzułmańskich. Jest synem fabrykanta wyrobów włókienniczych Anisa Rushdiego, który zmienił poprzednie nazwisko rodowe na Rushdie na cześć arabskiego uczonego Awerroesa. Rushdie dorastał w Bombaju, w wieku 13 lat przeniósł się do Anglii, by podjąć naukę w Rugby School, studiował historię na Uniwersytecie Cambridge. Zaczynał od pisania utworów science-fiction i esejów. Debiutował książką Grimus, która początkowo nie odniosła sukcesu. Dopiero jego druga powieść, Dzieci północy, przyniosła mu sławę. Jego najsłynniejszą książką jest czwarta z kolei, pt. Szatańskie wersety, w budowie wzorowana po części na powieści Bułhakowa Mistrz i Małgorzata. Książka podejmująca problematykę początków islamu, spotkała się z niezwykłą wrogością w krajach muzułmańskich. Rushdie został wyklęty przez wyznawców tej religii, a jego książki płonęły na stosach. Po oficjalnym obłożeniu go przez ajatollaha Chomejniego fatwą, nakazującą każdemu wiernemu muzułmaninowi zabicie pisarza, musiał żyć w ukryciu pod stałą ochroną policji. Okres ten w swoim życiu opisał w książce pt. Joseph Anton Autobiografia. W latach 2004–2006 pełnił funkcję prezesa amerykańskiego PEN Center.
Prozaik został odznaczony francuskim Orderem Sztuki i Literatury w styczniu 1999 roku. W czerwcu 2007 brytyjska królowa Elżbieta II nadała Rushdiemu szlachectwo za zasługi na rzecz literatury, wywołując oburzenie w świecie islamu. Dziennik The Times w 2008 roku ogłosił go trzynastym z pięćdziesięciu najwybitniejszych pisarzy brytyjskich doby powojennej.
Od 2000 roku mieszka w Stanach Zjednoczonych, gdzie wykłada na metodystycznym Uniwersytecie Emory. Został także członkiem Amerykańskiej Akademii Sztuki i Literatury. Salman Rushdie ma dwóch synów – Zafara i Milana, był czterokrotnie żonaty. Ostatnią jego żoną była indyjska modelka i aktorka Padma Lakshmi.
12 sierpnia 2022 roku Rushdie został zaatakowany przez nożownika. W próbie zamachu stracił oko; po ataku opublikował książkę Nóż: Medytacje po próbie zabójstwa, która opisuje jego doświadczenia i przemyślenia przed, podczas i w następstwie napaści.  

## Młodość
Salman Rushdie urodził się w świeckiej rodzinie Kaszmirczyków o muzułmańskich korzeniach w Bombaju. Dorastał jako jedyne dziecko absolwenta wydziału prawa Uniwersytetu w Cambridge, a później przedsiębiorcy Anisa Ahmeda Rushdiego, oraz nauczycielki, Neginy Bhatt. W 2012 roku pisarz wyznał w swoim dzienniku, iż jego ojciec przyjął nazwisko Rushdie na cześć Awerroesa (Ibn Rushda). Kształcił się w Cathedral and John Connon School w Mumbaju, Rugby School oraz King’s College, University of Cambridge, gdzie studiował historię.

## Kariera

### Copywriter
Pierwszym zajęciem Rushdiego było tworzenie tekstów dla agencji reklamowej Ogilvy & Mather, gdzie wymyślił neologizm „irresistibubble” (w wolnym tłumaczeniu bąbelki nie do odparcia) dla czekolady Areo. Następnie przeniósł się do Ayer Barker, w której stworzył hasło „Naughty but Nice” (Niegrzeczny, ale przyjemny) dla ciastek z kremem, napisał tu również znany slogan „That’ll do nicely” reklamujący korporację American Express. W czasie pracy dla Ogilvy & Mather, zanim jeszcze regularnie zajął się tworzeniem powieści, napisał książkę Dzieci Północy. John Hegarty z Bartle Bogle Hegarty krytykuje Rushdiego za niezbyt częste przywoływanie przez pisarza jego epizodu pracy w charakterze copywritera, dodając zarazem, iż „niewątpliwie pisał tragiczne reklamy”.

### Twórczość literacka
Jego pierwsza powieść, Grimus, po części fantastycznonaukowa, została generalnie zignorowana przez czytelników i krytykę. Z kolei następna, Dzieci północy, wyniosła autora na literacki piedestał. Książka zdobyła w 1981 roku Nagrodę Bookera, a w 1993 i 2008 roku nominowana była do najlepszej powieści wyróżnionej Nagrodą Bookera w ciągu ostatnich, odpowiednio, 25 oraz 40 lat. W Dzieciach północy Rushdie opowiada historię życia posiadającego specjalne moce dziecka, urodzonego z wybiciem północy w dniu proklamowania przez Indie niepodległości. Bohater powieści posiada łączność z innymi dziećmi narodzonymi na początku nowej i burzliwej ery historii subkontynentu indyjskiego, a zarazem pojawienia się na nim nowoczesnego państwa. Główny bohater, Saleem Sinai, przez interpretatorów porównywany bywa do Rushdiego. Jednakże autor odżegnuje się od wątków autobiograficznych w książce, argumentuje: „Ludzie zakładają, że skoro pewne szczegóły postaci pochodzą z własnego doświadczenia, to musisz to być ty. W tym sensie nigdy nie czułem, że tworzę wątek autobiograficzny”.
Po Dzieciach Północy w 1983 roku Rushdie napisał powieść Wstyd. Przedstawia w niej polityczne zawirowania w Pakistanie, wzorując jej bohaterów na autentycznych postaciach Zulfikar Ali Bhutto oraz generała Muhammada Zia ul-Haqa. Wstyd wygrał francuski Prix du Meilleur Livre Étranger (w kategorii Najlepsza Książka Zagraniczna) i otarł się o zdobycie Nagrody Bookera. Obie te powieści literatury postkolonialnej charakteryzują się stylistyką realizmu magicznego oraz ukazują, iż z perspektywy imigranta Rushdie jawi się jako bardzo świadomy członek indyjskiej diaspory.
Rushdie napisał w 1987 roku dokument o Nikaragui, zatytułowany „Uśmiech Jaguara” (oryg. The Jaguar Smile). Książka skupia się na polityce i bazuje na własnych badaniach i doświadczeniach autora na scenie politycznych eksperymentów sandinistów.
Jego najbardziej kontrowersyjną powieść, zatytułowaną Szatańskie wersety wydano w 1988 roku. Rushdie tworzył również wiele krótkich tekstów, które opublikowano w 1994 roku w formie zbioru zatytułowanego Wschód Zachód. Ostatnie Westchnienie Maura, dzieje rodu przypadające na ponad 100 lat historii Indii, zostało wydane w 1995 roku. Ziemia pod jej stopami z 1999 roku prezentuje alternatywną historię współczesnej muzyki rockowej. Na podstawie jednego z wielu umieszczonych w książce tekstów piosenek, grupa U2 nagrała utwór o tym samym tytule, w teledysku do którego wystąpił sam pisarz, wymieniony również jako autor jego tekstu. W 1990 roku ukazała się także powieść dla dzieci Harun i morze opowieści.

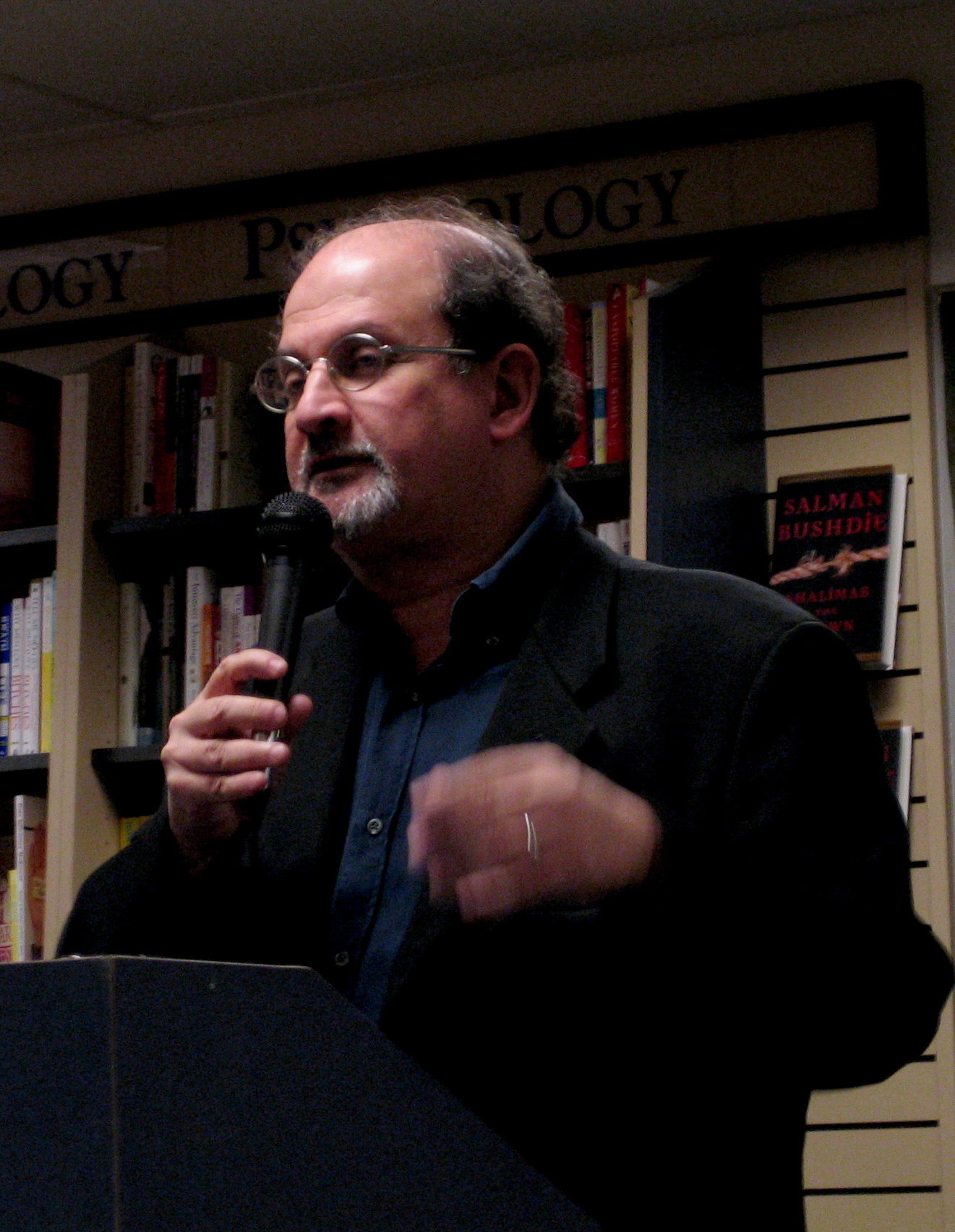
Salman Rushdie prezentujący książkę „Śalimar klaun”

Rushdie cieszył się pasmem sukcesów komercyjnych oraz uznaniem wśród krytyków literackich. Za powieść z 2005 roku pt. Śalimar klaun otrzymał w Indiach prestiżową nagrodę Hutch Crossword Book Award, a w Wielkiej Brytanii tytuł wprowadzony został do finału Whitbread Book Awards. Książka była również nominowana do International IMPAC Dublin Literary Award w roku 2007.
W 2002 roku w zbiorze esejów Step Across This Line, pisarz wyznaje swój podziw m.in. dla włoskiego pisarza Italo Calvino oraz Amerykanina Thomasa Pynchona. Do autorów mających wpływ na jego twórczość zalicza Jamesa Joycea, Güntera Grassa, Jorge Luisa Borgesa, Michaiła Bułhakowa oraz Lewisa Carrolla. Salman Rushdie przyjaźnił się także z Angelą Carter, którą pochwalił w przedmowie do jej książki Burning Your Boats.
W listopadzie 2010 roku wydano powieść Luka i ogień życia. W tym samym roku zapowiedział również, iż pracuje nad autobiografią, zatytułowaną Joseph Anton Autobiografia, która ukazała się we wrześniu 2012 roku.
Kiedy w 2012 roku Salman Rushdie wydał krótkie opowiadanie pt. „Na południu”, stał się jednym z pierwszych znanych autorów współpracującym z Booktrack (firmą, która synchronizuje elektroniczne wydania książek ze spersonalizowanymi ścieżkami dźwiękowymi).
W 2015 roku ukazała się jego nowa powieść, Dwa lata, osiem miesięcy i dwadzieścia osiem nocy, reinterpretacja Baśni z tysiąca i jednej nocy.

### Pozostała działalność
Rushdie stał się ikoną dla młodych indyjskich pisarzy, która wywarła znaczny wpływ na całe pokolenie twórców z subkontynentu indyjskiego piszących po angielsku, a także jedną z najbardziej wpływowych postaci w całej literaturze postkolonialnej. Jego praca spotkała się z szerokim uznaniem, włączając w to nagrodę Aristeion w 1996 roku, przyznawaną przez Unię Europejską w dziedzinie literatury i tłumaczeń, włoską nagrodę Grinzane Cavour, a także niemiecki tytuł Pisarza Roku i wiele innych. Salman Rushdie pełnił funkcję prezesa PEN American Center od 2004 do 2006 roku oraz przyczynił się do powstania festiwalu PEN World Voices.
Sprzeciwił się uchwalonemu przez brytyjski rząd Racial and Religious Hatred Act, pisząc o tym w eseju Free Expression Is No Offence (z ang. Wolność słowa to nie przemoc), w zbiorze tekstów kilku pisarzy opublikowanym przez wydawnictwo Penguin w listopadzie 2005 roku.

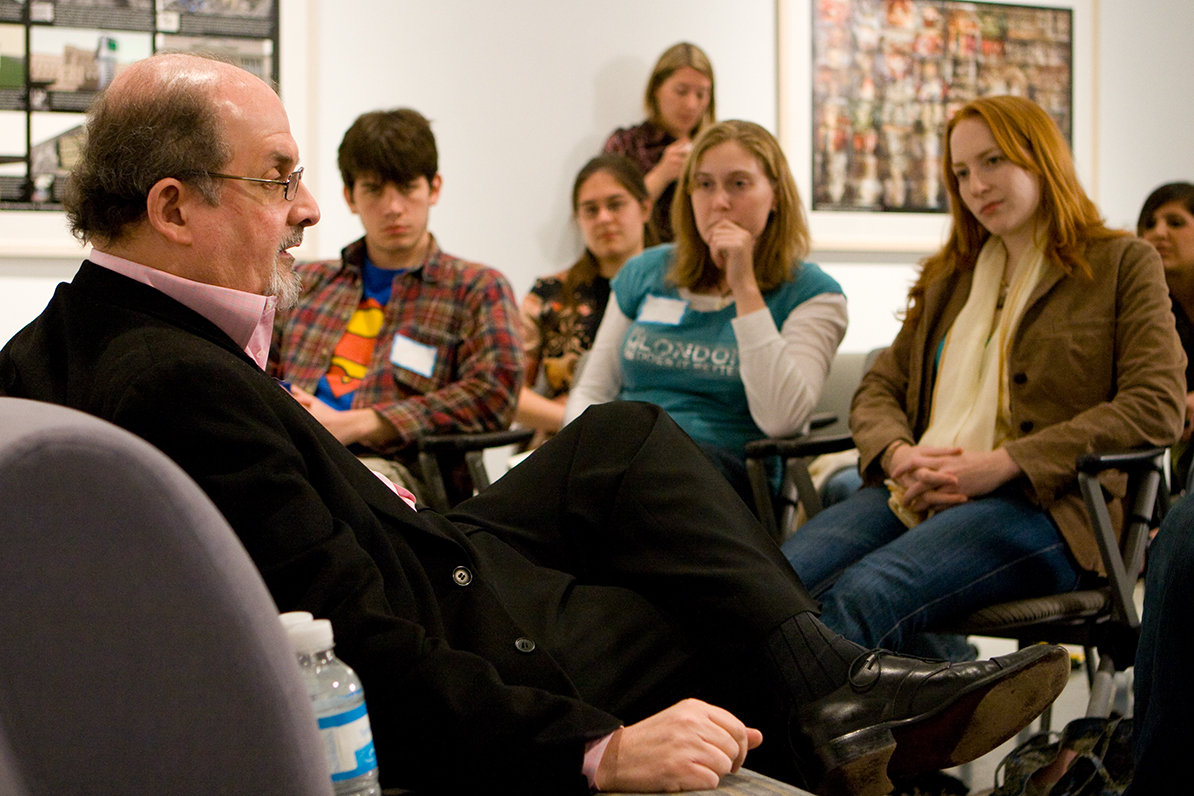
Salman Rushdie podczas spotkania ze studentami Emory University.

W 2007 roku rozpoczął swoją pięcioletnią rezydenturę jako „Wybitny Pisarz” na Emory University w Atlancie, w stanie Georgia, gdzie zdeponował również swoje archiwa.
W maju 2008 roku został wybrany na Zagranicznego Honorowego Członka Amerykańskiej Akademii Sztuki i Literatury.
Choć cieszy się z pisania, Salman Rushdie mówi, że pewnie zostałby aktorem, jeśli jego kariera literacka nie ułożyłaby się pomyślnie. Już od wczesnego dzieciństwa marzył o występach w hollywoodzkich produkcjach. Marzenia udało mu się po części spełnić, występując od czasu do czasu w rolach gościnnych.
Rushdie umieścił w kilku swoich powieściach postacie fikcyjne ze świata filmu i telewizji. Wystąpił gościnnie w filmie Dziennik Bridget Jones, opartym na książce pod tym samym tytułem, która sama pełna jest literackich żartów. 12 maja 2006 roku uczestniczył jako gość w programie The Charlie Rose Show, gdzie przeprowadzał wywiad z indyjsko-kanadyjską reżyserką i scenarzystką Deepą Mehtą, której film Water (ang. Woda) z 2005 roku zderzył się z falą gwałtownych protestów. Wystąpił w roli ginekologa-położnika w debiucie reżyserskim Helen Hunt, będącym adaptacją powieści Elinor Lipman pt. Then She Found Me. We wrześniu 2008 roku i ponownie w marcu 2009, wziął udział w panelu Billa Mahera „Real Time with Bill Maher” stacji HBO. Pisarz mówi, iż został zaproszony do występu w filmie Ricky Bobby – Demon prędkości: „Mieli pomysł, po prostu jedno ujęcie, w którym trzej bardzo bardzo nieprawdopodobni ludzie byliby widziani jako kierowcy NASCAR. I myślę, że zaprosili Juliana Schnabela, Lou Reeda i mnie. Wszyscy spodziewaliśmy się, że będziemy nosić mundury i kaski, przemierzając w zwolnionym tempie gorącą mgłę”. Ostatecznie oficjalnie nie pozwolił na to harmonogram.
Rushdie współpracował z reżyserką Deepą Mehtą przy pisaniu scenariusza adaptacji jego powieści Dzieci północy pod tym samym tytułem. Uczestnictwo Seemy Biswasy, Shabany Azmi, Nandity Das oraz Irfana Khana zostało potwierdzone w projekcie. Produkcja rozpoczęła się we wrześniu 2010 roku, a film wszedł na ekrany kin 26 października roku 2012.
Rushdie ogłosił w czerwcu 2011 roku, że napisał pierwszy szkic scenariusza nowego telewizyjnego serialu dla amerykańskiej sieci Showtime, którego także stanie się producentem wykonawczym. Nowa seria, pt. The Next People, zgodnie ze stwierdzeniem pisarza, będzie „rodzajem paranoidalnego serialu science-fiction, gdzie znikający ludzie zastępowani będą przez nowych”. Pomysł realizacji telewizyjnego show został podsunięty przez jego amerykańskich agentów, Rushdie uważa, że telewizja pozwoli mu na większą kontrolę nad scenariuszem, aniżeli duży ekran. The Next People realizowany jest przez producenta brytyjskiego, korporację Working Title, odpowiedzialną m.in. za Cztery wesela i pogrzeb oraz Wysyp żywych trupów.
Rushdie jest także członkiem rady nadzorczej organizacji non-profit The Lunchbox Fund, która zajmuje się rozdawaniem codziennych posiłków dla uczniów w mieście Soweto w Republice Południowej Afryki. Zajmuje również miejsce w radzie nadzorczej Świeckiej Koalicji dla Ameryki (ang. Secular Coalition for America), grupy wsparcia reprezentującej interesy Amerykanów o ateistycznym lub humanistycznym światopoglądzie, mieszczącej się w Waszyngtonie. W listopadzie 2010 roku został patronem-założycielem Ralston College, nowego koledżu sztuk wyzwolonych, który za swoją dewizę przyjął tłumaczenie na angielski łacińskiej sentencji „wolność słowa jest życiem samym w sobie”, zaczerpniętą z przemówienia Salmana Rushdiego na Uniwersytecie Columbia w 1991 roku z okazji dwusetnej rocznicy uchwalenia pierwszej poprawki do konstytucji Stanów Zjednoczonych.
W 2011 roku walczył o swoją tożsamość na portalu społecznościowym Facebook. Rushdie pytał o możliwość używania jego drugiego imienia Salman, pod którym jest najbardziej rozpoznawalny, jako pierwszego w nazwie jego własnego konta. Opisał także swój sieciowy kryzys tożsamości w serii wiadomości publikowanych w serwisie Twitter, wśród nich znalazły się: „Drogi Facebooku, przymuszanie mnie do zmiany mojego imienia na Waszym portalu z Salmana na Ahmeda Rushdiego jest jak próba wywarcia presji na J. Edgara Hoovera, by ten stał się Johnem Hooverem”, a także „A jeśliby tak F. Scott Fitzgerald miał konto na Facebooku, też musiałby przedstawiać się jako Francis Fitzgerald? A co z F. Murrayem Abrahamem?”. Podobne wiadomości krążyły w sieci. Facebook w końcu ustąpił i pozwolił mu używać pożądanej przez niego nazwy użytkownika.

## Szatańskie wersety
„Szatańskie wersety” to termin odnoszący się do tradycji koranicznej. W surze 53 pt. „Gwiazda” (al-Nadschm) pojawia się wzmianka o trzech czczonych pod Kaabą w Mekce przedislamskich boginiach: Al-Lat, Al-Uzza oraz Al-Manat. Według tradycyjnej wersji podanej przez islamskiego uczonego i historyka Tabariego Mahomet zezwolił mieszkańcom miasta na dalsze ich czczenie, podczas gdy w kanonicznej historii islamu nie wspomina się o tym. W książce narrator jako autora tego fragmentu przedstawia archanioła Gibrila. Termin „szatańskie wersety” został ukuty przez Williama Muira. Kult wyżej wspomnianych bogiń został zakazany, a jego wyznawców poddano represjom. Obecność elementów tej religii godziła w tworzący się monoteistyczny system polityczno-religijny, jakim jest islam. Książka została zakazana w krajach zamieszkanych przez wpływowe społeczności muzułmańskie. Całkowicie m.in.: w Indiach, Bangladeszu, Sudanie, Afryce Południowej, Kenii, Tajlandii, Tanzanii, Indonezji, Singapurze, Wenezueli, Pakistanie i na Sri Lance.

## Szlachectwo
Salman Rushdie otrzymał tytuł szlachecki za zasługi na rzecz literatury anglojęzycznej podczas uroczystości 16 czerwca 2007 roku. Zaznaczył: „Jestem zachwycony i uniżony odbierając ten zaszczyt, a zarazem bardzo wdzięczny, że moja praca została doceniona właśnie w ten sposób”. W odpowiedzi na nadanie mu tytułu szlacheckiego protestowało wiele muzułmańskich społeczności. Parlamentarzyści kilku krajów z większością muzułmańską potępili ten akt, a Iran i Pakistan złożyły formalny protest na ręce brytyjskich dyplomatów. Kontrowersyjne potępienie wystosowane przez pakistańskiego ministra ds. religii Muhammada Ijaza-ul-Haga zostało odrzucone przez ówczesną premier Pakistanu Benazir Bhutto. Jak na ironię, ojcowie polityków – Muhammad Zia ul-Haq oraz Zulfikar Ali Bhutto, zostali wcześniej sportretowani w książce Rushdiego pt. Wstyd. Masowe demonstracje przeciwko nadaniu pisarzowi tytułu szlacheckiego odbyły się w Pakistanie i Malezji. W kilku nawoływano publicznie do zabicia Rushdiego. Również część opinii niezwiązana z islamem wyraziła swoje rozczarowanie wobec decyzji królowej, wskazując, że pisarz nie zasłużył na taki honor, a poza nim istnieje wielu bardziej wybitnych nań zasługujących.
Al-Kaida potępiła szlachectwo Rushdiego. Lider organizacji, Ayman al-Zawahiri podkreślił w przesłanym prasie nagraniu, że brytyjska gala dla Indusa Rushdiego to „obraza islamu” i planowana jest „stosowna odpowiedź”.

## Poglądy na religię
Rushdie wychowywał się w świeckiej rodzinie o tradycjach muzułmańskich, sam utożsamia się z ateizmem. W 1990 roku pod naciskiem przywódców muzułmańskich w Wielkiej Brytanii wydał oświadczenie, w którym zadeklarował swój powrót do wiary, wyparcie się ataków na islam zamieszczonych w jego powieści oraz wyraził chęć zaangażowania się w propagowanie tej religii na świecie, aby polepszyć jej społeczne zrozumienie. Celem deklaracji była nadzieja na zmniejszenie zagrożenia ze strony muzułmanów w związku z wydanym na niego zaocznie wyrokiem śmierci przez Chomeiniego. W późniejszym okresie pisarz przyznał się, iż jego postulaty nie były zgodne z prawdą, a zmuszony był do udawania takiej postawy.
Jego książki często skupiają się na roli religii w społeczeństwie i konfliktach pomiędzy wiarami, religiami, czy też ludźmi niewyznającymi żadnej religii.
Rushdie opowiada się za krytyką literacką względem ksiąg religijnych, metodą rozwiniętą w późnych latach XIX wieku. Pisarz wzywa także do reform samego islamu, w gościnnych publikacjach na łamach The Washington Post oraz The Times w połowie sierpnia 2005 roku pisał:

To co jest potrzebne, to wyjście poza tradycję, nic ponad ruch przenoszący fundamenty islamu w nowoczesną epokę. Muzułmańska reformacja by walczyć, nie tylko z dżihadystycznymi ideologiami, ale także z zakurzonymi tłamszącymi naukami tradycjonalistów, otwierając okna by wpuścić więcej, tak przecież potrzebnego świeżego powietrza. (...) Najwyższy czas przyznać, na początek, że muzułmanie są zdolni do studiowania objawienia własnej religii jako wydarzenia umieszczonego wewnątrz historii, a nie w sposób nadprzyrodzony górującego nad nią. (...) Światłość umysłu związana jest z tolerancją, a umysł otwarty jest bratem pokoju.

## Poglądy polityczne
Rushdie popierał Operację Allied Force bombardowania przez NATO terytorium Federalnej Republiki Jugosławii w 1999 roku, za co lewicowy intelektualista Tariq Ali nazwał Salmana Rushiego mianem „pisarza wojownika” the belligerati. Wykazywał również akceptację względem amerykańskiej kampanii obalenia rządów Talibów w Afganistanie, rozpoczętą w 2001 roku. Został jednak głosem krytyki wobec zapoczątkowanej w 2003 roku wojny w Iraku. Utrzymywał, że choć powinno się usunąć Saddama Husajna, to jednostronna interwencja Stanów Zjednoczonych była nieusprawiedliwiona.

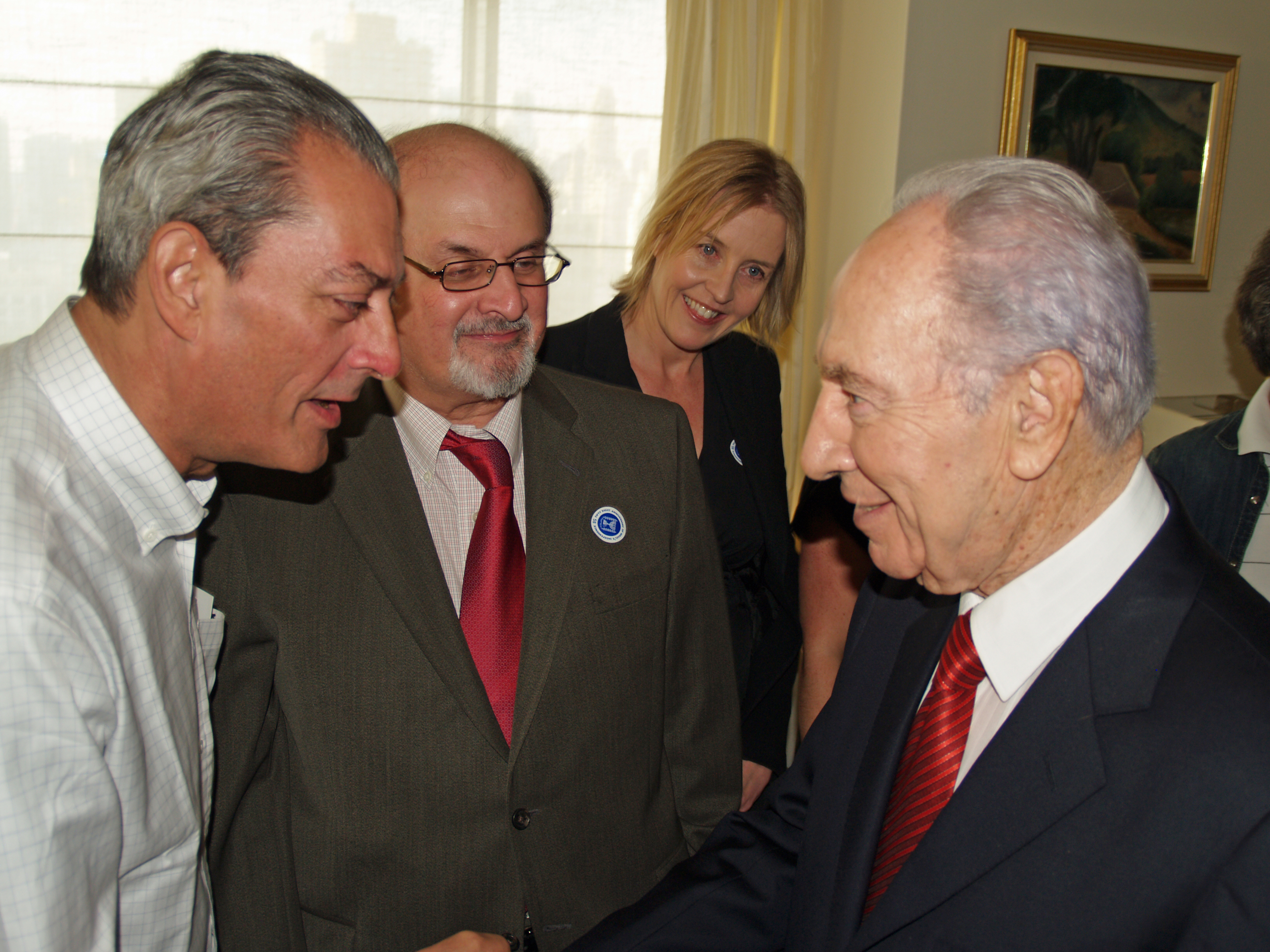
Paul Auster i Rushdie podczas spotkania z prezydentem Izraela Szymonem Peresem, w tle Caro Llewelyn, rok 2008.

W związku z publikacją przez duńską gazetę Jyllands-Posten karykatur Mahometa w marcu 2006 roku, co wiele osób wiązało z ryzykiem zamachów na dziennikarzy pisma będącym echem fatwy z 1989 roku wydanej na Salmana Rushdiego za publikację Szatańskich Wersetów, pisarz podpisał manifest Razem Naprzeciw Nowemu Totalitaryzmowi, stanowisko ostrzegające o zagrożeniach płynących z religijnego fanatyzmu. Manifest opublikowano we francuskim lewicowym tygodniku Charlie Hebdo w marcu 2006 roku.
W roku 2006 Rushdie stwierdził, że popiera komentarze ówczesnego Przewodniczącego Izby Gmin Jacka Strawa, który krytykował noszenie nikabu (welonu, który zakrywa wszystkie części twarzy z wyjątkiem oczu). Pisarz przyznał, że jego trzy siostry nigdy nie chciałyby nosić czegoś takiego. Powiedział:

Myślę, że bitwa przeciw welonom jest długą i trwającą bitwą przeciw ograniczaniu kobiet, więc w tym sensie całkowicie opowiadam się tu po stronie Strawa

Neomarksistowski krytyk katolicyzmu Terry Eagleton, były wielbiciel twórczości Rushdiego zaatakował go za jego wsparcie dla Pentagonu i postawę wobec wojny w Iraku i Afganistanie Później przeprosił za ukazywanie pisarza w fałszywym świetle.
Podczas wystąpienia w 92nd Street Y odpowiadając na pytanie, czy prawa autorskie mogą być barierami lub utrudnieniami dla wolności słowa, odpowiedział:

Nie. Ale ponieważ piszę, aby przeżyć, [śmiech] i nie mam innego źródła dochodu, naiwnością jest sądzić, iż rzeczy które tworzę należą tylko do mnie. Jeśli chcesz, możesz dać mi trochę gotówki. [...] Uważam, że zarabiam w ten sposób na życie. Rzeczy nie istniałyby, jeśli bym ich nie uczynił, zatem należą do mnie, więc ich nie kradnij. Wiesz, to moje rzeczy

.
Kiedy Amnesty International (AI) zawiesiła aktywistkę na rzecz praw człowieka Gitę Sahgal za wypowiedź dla prasy sugerującą, iż Amnesty powinna zdystansować się od Moazzama Begga i jego organizacji, Rushdie stwierdził:

Amnesty... nieobliczalnie zdewaluowało swoją reputację wspierając Moazzama Begga i jego grupę Cageprisoners, a także podtrzymując ich status jako obrońców praw człowieka. Widać dobitnie, kiedy kierownictwo Amnesty cierpi na rodzaj moralnego bankructwa i utraciło zdolność odróżniania prawidłowych od złych postaw. Błąd ten dodatkowo pogarsza fakt groźnego zawieszenia Gity Sahgal za zbrodnię upublicznienia jej obaw. Gita Sahgal to kobieta o ogromnej uczciwości i godności... Istnieją ludzie pokroju Gity Sahgal, którzy są prawdziwymi głosami ruchu na rzecz ochrony praw człowieka. Amnesty i Begg ujawnili, że poprzez ich stanowisko i działania, zasługują na nasze potępienie.

Rushdie popiera ograniczenie dostępu do broni obwiniając amerykańskie prawo do jej posiadania za masakrę w kinie w Aurorze Colorado w lipcu 2012.

## Życie prywatne
Rushdie był żonaty cztery razy. Jego pierwszą żoną od 1976 do 1987 roku była Clarissa Luard, z którą ma syna Zafara (urodzonego w 1980 roku). Po raz drugi ożenił się w 1988 roku z amerykańską pisarką Marianne Wiggins. Ich małżeństwo zakończyło się rozwodem w roku 1993. Trzecią żoną, od 1997 do 2004 roku, była Elizabeth West, która w 1999 urodziła syna Milana. W roku 2004 pisarz wziął ślub z amerykańską modelką i aktorką indyjskiego pochodzenia Padmą Lakshmi, prowadzącą amerykański reality-show Top Chef. Małżeństwo zakończyło się 2 lipca 2007 roku z inicjatywy Padmy. W roku 2008 prasa bollywoodzka zaczęła rozpisywać się o romansie między Rushdiem i indyjską modelką Riyą Sen, z którą łączyła autora przyjaźń. W odpowiedzi na spekulacje mediów dotyczące łączącej ich relacji, R. Sen krótko skwitowała „Sądzę, że gdybyś był Salmanem Rushdie, musiałbyś się nudzić, przebywając wśród ludzi, którzy zawsze chcą rozmawiać tylko o literaturze”.
W 1999 roku Rushdie przeszedł z powodu ptozy operację korekcji mięśni dźwigaczy powiek, mającą na celu wyeliminowanie ich opadania. „Jeśli nie dokonano by na mnie tej operacji, w przeciągu kilku lat nie byłbym w stanie w ogóle otwierać oczu”.
Od 2000 roku Rushdie mieszka w bliskim sąsiedztwie Union Square w Nowym Jorku.

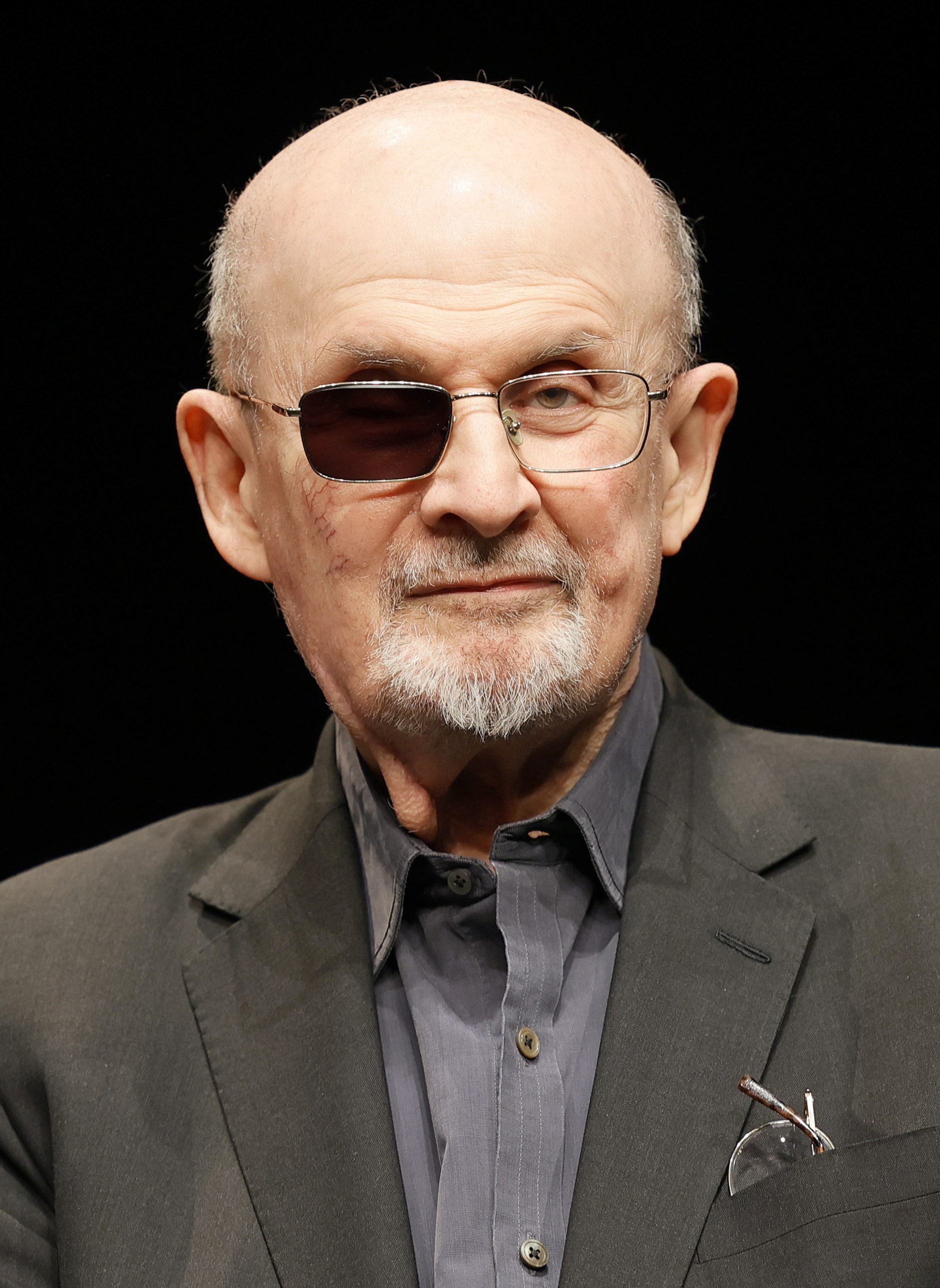
Rushdie dwa lata po próbie zamachu na niego w Chautauqua podczas premiery swojej książki Nóż: Medytacje po próbie zabójstwa w Berlinie

12 sierpnia 2022 roku, podczas spotkania z czytelnikami w mieście Chautauqua w stanie Nowy Jork został zaatakowany nożem przez 24-letniego Hadiego Matara, zwolennika radykalnego ugrupowania Korpus Strażników Republiki Islamskiej. Kolejnego dnia został odłączony od respiratora, a jego stan znacznie się polepszył.

## Lista wydanych dzieł
Lista napisanych przez Salmana Rushdiego powieści zamieszona jest także na jego oficjalnej stronie.

### Powieści
- Grimus (1975)
- Dzieci północy (1981)
- Wstyd (1983)
- Szatańskie wersety (1988)
- Ostatnie westchnienie Maura (1995)
- Ziemia pod jej stopami (1999)
- Furia (2001)
- Śalimar klaun (2005)
- Czarodziejka z Florencji (2008)
- Dwa lata, osiem miesięcy i dwadzieścia osiem nocy (2015)
- Złoty dom Goldenów (2017)
- Quichotte(inne języki) (2019)
- Miasto Zwycięstwa, tłum. Jerzy Kozłowski, Dom Wydawniczy Rebis 2023, ISBN 978-83-8338-026-1.

### Literatura dla dzieci
- Harun i morze opowieści(inne języki) (1990) – polskie tłumaczenie: Michał Kłobukowski, Warszawa: A&B, 1993; Poznań: Rebis, 2010
- Luka i ogień życia (2010) – polskie tłumaczenie: Michał Kłobukowski, Poznań: Rebis, 2010

### Autobiografia
- Joseph Anton Autobiografia (Joseph Anton. A Memoir, 2012) – polskie tłumaczenie: Jerzy Kozłowski, Dom Wydawniczy REBIS, Poznań 2012, Wydanie I
- Nóż. Rozważania po próbie zabójstwa (Knife: Meditations After an Attempted Murder, 2024) - przekład polski Jerzy Kozłowski,  Dom Wydawniczy REBIS, 2024.

### Eseje
- The Jaguar Smile: A Nicaraguan Journey (1987)
- Ojczyzny wyobrażone. Eseje i teksty krytyczne 1981–1991 (1992)
- Wschód Zachód (1994)
- The Wizard of Oz (1999)
- Step Across This Line: Collected Nonfiction 1992–2002 (2002)
- The East is Blue (2004)

## Nagrody i wyróżnienia
- Nagroda Aristeion (Unia Europejska)
- Arts Council Nagroda dla pisarza
- Autor Roku (British Book Awards(inne języki))
- Autor Roku (Niemcy)
- Nagroda Bookera
- Booker Bookerów dla najlepszej powieści spośród zdobywców Nagrody Bookera, przyznana z okazji swojej 25 rocznicy w 1993 roku.
- Najlepszy Booker z Bookerów przyznana z okazji 40 rocznicy Nagrody Bookera w 2008 roku, zwycięstwo w głosowaniu czytelników
- Commandeur de l’Ordre des Arts et des Lettres (Francja)
- English-Speaking Union Award
- Golden PEN Award(inne języki)[62]
- Honorowy Patron, University Philosophical Society(inne języki), Trinity College w Dublinie.
- Hutch Crossword Book Award(inne języki) (Indie)
- India Abroad Lifetime Achievement Award (USA)
- James Tait Black Memorial Prize (Powieść)
- Nagroda Kurta Tucholskyego (Szwecja)
- Mantua Prize (Włochy)
- James Joyce Award(inne języki) – University College Dublin
- Massachusetts Institute of Technology Honorowa profesura
- Chapman University(inne języki) Honorowy Doktorat – Doctor of Humane Letters
- Outstanding Lifetime Achievement in Cultural Humanism (Uniwersytet Harvarda)
- Premio Grinzane Cavour(inne języki) (Włochy)
- Prix Colette (Szwajcaria)
- Prix du Meilleur Livre Étranger(inne języki)
- St. Louis Literary Award(inne języki) – Saint Louis University
- Państwowa Nagroda Literacka (Austria)
- Whitbread Book Awards (dwukrotnie)
- Writers’ Guild of Great Britain nagroda za powieść dla dzieci
- Doctor honoris causa Uniwersytetu w Liège